# Зиверштедт
Зиверштедт (нем. Sieverstedt) — община в Германии, в земле Шлезвиг-Гольштейн. 
Входит в состав района Шлезвиг-Фленсбург. Подчиняется управлению Эверзе.  Население составляет 1660 человек (на 31 декабря 2010 года). Занимает площадь 31,01 км².